# Emanuel von Schimonsky

Emanuel von Schimonsky, Radierung von Franz Xaver Stöber, 1826

Emanuel von Schimonsky (auch: Christoph Emanuel von Schimony-Schimonsky; * 23. Juli 1752 auf Schloss Brzeznitz bei Lubowitz, Landkreis Ratibor; † 27. Dezember 1832 in Breslau) war von 1824 bis 1832 Fürstbischof von Breslau.

## Leben

Wappen des Bischofs Emanuel von Schimonsky

Seine Eltern waren Carl Joseph von Schimonsky, Direktor der oberschlesischen Fürstentumslandschaft und königlich preußischer Landrat des Landkreises Ratibor und Charlotte Caroline Hedwig, geb. Freiin von Gruttschreiber auf Czopkendorf (1719–1796).
Nach dem Besuch des Breslauer katholischen Gymnasiums studierte er an der dortigen Universität und ab 1771 in Rom, wo er als Alumne in das Collegium Germanicum et Hungaricum aufgenommen wurde. Nach der Priesterweihe am 1. April 1775 in der Lateranbasilika kehrte er nach Schlesien zurück und wurde Erzpriester in Lohnau, wo er bis 1793 Pfarrer blieb.
Nachdem er seit 1771 Kanoniker in Neisse war, wurde er 1793 ins Breslauer Domkapitel berufen und 1795 zum Generalvikar befördert. Am 18. Dezember 1797 ernannte ihn Papst Pius VI. zum Weihbischof in Breslau und gleichzeitig zum Titularbischof  von Lerus, er wurde Koadjutor des Fürstbischofs Hohenlohe.
In Vertretung des meist abwesenden Fürstbischofs verhandelte er im Auftrage der schlesischen Fürsten 1807 mit König Friedrich Wilhelm um eine Reduzierung der napoleonischen Kriegslasten. Zwei Jahre später suchte er den König in Königsberg, wohin das Hoflager kriegsbedingt verlegt worden war, auf und legte ein Treuegelöbnis des schlesischen katholischen Klerus ab.
Während der siebenjährigen Sedisvakanz nach dem Tod des Fürstbischofs Joseph von Hohenlohe 1817 war Emanuel von Schimonsky Apostolischer Vikar (1821 wurde das Bistum dem Papst unmittelbar unterstellt). Erst am 16. Oktober 1823 wählte ihn das Domkapitel zum Bischof. Am 3. Mai 1824 bestätigte Papst Pius VII. die Wahl, sodass er am 26. August 1824 in der Kathedrale von Breslau installiert wurde.
Die von seinem Vorgänger begonnenen deutsch-nationalen Reformbestrebungen lehnte er entschieden ab. Nach seinem Tod wurde er im Breslauer Dom bestattet.